# Wakanda (fictief land)
Wakanda is een fictieve Afrikaanse natie uit Marvel-reeks Black Panther. De Black Panther is afkomstig uit Wakanda en is daar het opperhoofd van de verschillende stammen.

## Geschiedenis
De afstammingslijn van de koninklijke familie van Wakanda begon met Bashenga, een oude Wakandaan die alleen te zien was in “Black Panther” v1 #7 in 1978. Bashenga was waarschijnlijk de eerste koning van een verenigd Wakanda en de eerste Black Panther, ongeveer 10.000 jaar geleden.
In een ver verleden viel een massieve meteoor gemaakt van het geluidabsorberende metaal vibranium neer in Wakanda en het metaal werd een generatie voor de gebeurtenissen uit de hedendaagse Marvelstrips  ontgonnen. Omdat hij wist dat anderen zouden proberen dit zeldzame metaal in handen te krijgen, sloot T'Chaka (Black Panthers vader) Wakanda af voor de rest van de wereld. Hij verkocht minimale hoeveelheden vibranium en gebruikte de opbrengst om de beste studenten van het land in het buitenland te laten studeren. Hierdoor werd Wakanda een van de meest technologisch geavanceerde landen ter wereld. T'Chaka kwam om toen de verkenner Klaw vibranium wist te stelen en er een geluidswapen van maakte, waarmee hij T'Chaka en vele andere Wakandanen ombracht.
Wakanda heeft een ongewoon hoge mutatiegraad vanwege de gevaarlijke mutagene eigenschappen van het vibranium in de mijn. Een groot aantal van deze “Wakandaanse mutanten” werken voor Eric Killmonger.
Vibraniumradiatie heeft de flora en fauna van Wakanda permanent veranderd, inclusief het hartvormige kruid dat door de leden van de koninklijke familie wordt gegeten voor superkrachten.

## Godsdienstige bewegingen
Wakanda kent verschillende godsdienstige bewegingen of sekten.

### Panther Cults
Toen de vibraniummeteoor neerstortte, werden een aantal Wakandanen pijnlijk gemuteerd tot “demongeesten”, en vielen zij andere Wakandanen aan. T'Challa's voorouder, Bashenga, werd de eerste Black Panther en sloot de vibraniummijn af voor buitenstaanders. Hij vormde een religieuze groep om de mijn te bewaken en vocht om te voorkomen dat de demonen zich zouden verspreiden.
De Black Panther is een ceremoniële en religieuze titel, gegeven aan de hoofdman van de Pantherstam, tevens de koning van Wakanda.

### White Gorilla Cult
Wakanda evolueerde van een jager-krijgergemeenschap en werd traditioneel geleid door de sterkste krijger. De dominante Black Panthercultus overtrof de rivaliserende White Gorillacultus. De hedendaagse leider van de White Gorillacultus is M'Baku (Man-Ape). Hij nam onder andere de troon over toen T'Challa tijdelijk weg was. Net als de Black Panthers hebben de White Gorilla's een bron van superkracht: het vlees van witte gorilla's, gemuteerd door het vibranium.

### Lion Cult
Sekmeht de Leeuwengod kon de vorm aannemen van elke menselijke aanbidder van hem, of van de lichamen die aan hem werden geofferd. Hij veranderde deze in avatars van zichzelf. Hij had een aantal andere krachten, waarvan hij er sommige reeds heeft laten zien. Sekmeth kan zijn formaat aanpassen en zich razendsnel voortbewegen, teleporteren en zijn dichtheid veranderen. Hij is verder onsterfelijk.
Er is maar weinig bekend over de geschiedenis van de Leeuwengod, maar hij heeft blijkbaar veel aanbidders verloren door de Panthercultus.